# Johann Martin Schmid
Johann Martin Schmid (auch: Schmid III) (* 3. Dezember 1847 in Oldenburg; † 19. Juli 1923) war ein deutscher Orgelbauer, der die Oldenburger Linie der Orgelbauerfamilie Schmid fortführte und vorwiegend im Oldenburger Land wirkte.

## Leben
Johann Martin Schmid entstammte einer weit verzweigten Orgelbauerfamilie. Er war Sohn des Orgelbauers Johann Claussen Schmid und Enkel des Orgelbauers Gerhard Janssen Schmid. Von 1881 bis 1919 leitete er den Familienbetrieb, die anschließend von der Firma Rohlfing übernommen wurde. Auch nach der Firmenübergabe nahm er bis zu seinem Tod verschiedene Umbaumaßnahmen vor: Neuende (1922), Fedderwarden (1922), Wulfenau (1923).

## Werk
Johann Martin Schmid führte zahlreiche Orgelneubauten und -umbauten im Raum Oldenburg durch. Allein im Oldenburger Land sind über 60 Tätigkeiten nachgewiesen. Bei einer großen Anzahl von Orgelumbauten griff er stark in die historische Substanz ein und passte die Disposition dem Zeitgeschmack an. Die meisten seiner Umbaumaßnahmen wurden in den letzten Jahrzehnten rückgängig gemacht. Als Beispiel für Schmids Ästhetik finden sich in seinem Kostenanschlag für einen Umbau der Orgel von Joachim Kayser (1684) folgende Mitteilungen:

„Die Orgel in der Kirche zu Hohenkirchen wird etwa 200 alt sein; sie ist aus gutem Material verfertigt und ihrer Zeit ein vorzügliches Instrument gewesen. Im Laufe der Jahre sind keine wesentlichen Änderungen an der Orgel vorgenommen worden; das Pfeifenwerk namentlich ist gänzlich unverändert geblieben. Es enthält die Orgel daher noch alle früher angewandten schreienden und schnarrenden Stimmen und entbehrt des vollen edlen Toncharacters den die neuen Instrumente besitzen.“

Entsprechend Schmids Vorschlägen wurde das bis dahin nahezu vollständig erhaltene Werk umdisponiert und mehr grundtönige Register eingebaut. Aus heutiger Sicht werden Schmids Eingriffe negativ gewertet.

## Werkliste (Auswahl)
Die Größe der Instrumente wird in der fünften Spalte durch die Anzahl der Manuale und die Anzahl der klingenden Register in der sechsten Spalte angezeigt. Ein großes „P“ steht für ein selbstständiges Pedal, ein kleines „p“ für ein angehängtes Pedal. Eine Kursivierung zeigt an, dass die betreffende Orgel nicht mehr erhalten oder lediglich der Prospekt erhalten ist.
| Jahr      | Ort                 | Kirche                    | Bild | Manuale | Register | Bemerkungen |
| --------- | ------------------- | ------------------------- | ---- | ------- | -------- | --- |
| 1882      | Waddens             | St. Marcellus             |      | I/P     | 8        | Neubau; einige Register erhalten                                                                                                   |
| 1882      | Wittmund            | St. Nicolai               |      | II/P    | 25       | Eingreifender Umbau der Orgel von Hinrich Just Müller (1776); bei Restaurierungen rückgängig gemacht                               |
| 1883      | Neuenhuntorf        | St. Marien                |      | I/P     | 6        | Weitgehend erhalten |
| 1886      | Schortens           | Stephans-Kirche           |      | II/P    | 19       | Umbau der Orgel von Joachim Kayser (1686), Prospekt und 4 Register von Kayser und ein Register von Schmid erhalten                 |
| 1886      | Sande               | St.-Magnus-Kirche         |      | II/P    | 12       | Einige Register erhalten (heute II/P/15)                                                                                           |
| 1887/1914 | Accum               | St. Willehad              |      | II/p    | 13       | Zunächst Umbau der Orgel von Arp Schnitger (1705), 1914 Neubau durch Schmid; 1963 durch Alfred Führer ersetzt                      |
| 1890–1891 | Blersum             | Blersumer Kirche          |      | I/P     | 7        | Neubau; weitgehend erhalten |
| 1891      | Sandel              | St. Jakobus               |      | I/P     | 7        | Weitgehend erhalten |
| 1891      | Neuenkirchen-Vörden | Apostelkirche             |      | I/P     | 9        | 1981 Neubau durch Alfred Führer (II/P/11); Gehäuse und Subbass 16′ erhalten                                                        |
| 1892      | Dötlingen           | St. Firminus (Dötlingen)  |      | II/P    | 17       | Neubau; 1971 durch Alfred Führer ersetzt                                                                                           |
| 1894      | Bardenfleth         | St. Anna                  |      | II/P    | 12       | Neubau; 1952 durch Alfred Führer ersetzt                                                                                           |
| 1896      | Hollen (Uplengen)   | Christus-Kirche           |      | II/P    | 12       | Neubau; 1989 durch Alfred Führer ersetzt; neogotisches Gehäuse in Anlehnung an Schmid                                              |
| 1897      | Pakens              | Kirche Zum Heiligen Kreuz |      | II/P    | 15       | Umbau der Orgel von Joachim Richborn (1664); 5 Register von Richborn (damals I/p/8) und eins von Schmid erhalten                   |
| 1903      | Oldenburg           | Alte Garnisonkirche       |      | I/P     | 8        | Umbau und Verkleinerung der Orgel von Johann Claussen Schmid (1870) und Überführung nach Wiefels; 1953 Umbau durch Alfred Führer.  |
| 1904–1905 | Burhafe             | St.-Florian-Kirche        |      | I/P     | 8        | Erweiterungs-Umbau der Orgel von Johann Gottfried Rohlfs (1794; damals I/p/10); einige Register von Rohlfs übernommen und erhalten |
| 1906      | Amdorf              | Amdorfer Kirche           |      | I/p     | 9        | Umdisponierung der Orgel von Heinrich Wilhelm Eckmann (1773)                                                                       |
| 1907      | Cleverns            | Heilig-Geist-Kirche       |      | I/P     | 8        | Neubau hinter Prospekt von 1725, der erhalten ist; Orgel 1972 durch Neubau von Alfred Führer ersetzt                               |
| 1907      | Horsten             | St.-Mauritius-Kirche      |      | II/P    | 20       | Umdisponierung der Orgel von Samuel Schröder (1733), von dem einige Register erhalten sind, nichts von Schmid                      |
| 1908      | Altenhuntorf        | St. Jakobi                |      | II/P    | 10       | Heute elektronische Orgel hinter altem Prospekt; Spieltisch wird im leeren Gehäuse gelagert.                                       |
| 1909      | Vechta              | Klosterkirche             |      | II/P    | 12       | 1958 ersetzt |

Weitere größere Umbaumaßnahmen an folgenden Orten wurden später rückgängig gemacht: Hohenkirchen (1884), Zetel (1888), Ganderkesee (1889), Sillenstede (1892), Bockhorn (1905), Cloppenburg (1913), Oldenbrok (1908), Wiarden (1908), Wüppels (1912), Neuende (1922), Fedderwarden (1910/1918/1922).
Folgende Neubauten sind ebenfalls nicht mehr erhalten: Hasbergen (1881), Hude (1887), Dötlingen (1892), Löningen (1896), Wildeshausen (1900), Heppens (1901), Oldenburg/Ohmsteder Kirche (1901), Eversten (1902),  Oldenburg/Garnisonkirche (1903), Sengwarden (1904), Rodenkirchen (1907), Stollhamm (1908), Vechta (1909), Elisabethfehn (1911), Golzwarden (1912), Tettens (1913), Warfleth (1913), Strückhausen (1914), Oldorf (1915).